# Juan Bautista Agüero
Juan Bautista Agüero Sánchez, ou simplesmente Juan Agüero (Caacupé, 24 de junho de 1935 -  Caacupé, 27 de dezembro de 2018) foi um ex-futebolista paraguaio que atuava como atacante. Ele fez parte da Seleção Paraguaia de Futebol que jogou na Copa do Mundo FIFA de 1958 na Suécia, onde foi o capitão da equipe e marcou dois gols.

## Biografia
Juan Bautista Agüero Sánchez, mais conhecido como Mbatí Agüero, iniciou sua carreira de futebol no Clube 20 de Julio de Cabañas aos 15 anos. Após 2 temporadas, foi transferido para o Clube 8 de Dezembro de Caacupé. Aos 19 anos, foi transferido para o Olimpia de Assunção.
Início no futebol profissional
No ano de 1954, o promissor ponta-direita, chega ao Olimpia da Primeira Divisão do futebol paraguaio. No mesmo ano, é convocado para a seleção juvenil que iria competir na primeira edição do Campeonato Sul-Americano Juvenil, denominado agora Campeonato Sul-Americano de Futebol Sub-20. Em 1956, Mbatí Agüero tornou-se campeão nacional com o Olimpia, uma conquista que ele repetiria em 1957 e 1958, anos em que ele também se tornou o artilheiro do campeonato.

## Seleção nacional
O ano de 1958 foi inesquecível para Agüero, porque além de ser coroado campeão com seu clube e ser o artilheiro daquele ano, novamente foi convocado para a seleção paraguaia para disputar as eliminatórias para a copa do mundo daquele ano. Ele jogou todos os 4 jogos e marcou 2 gols, ajudando assim a eliminar as equipes da Colômbia e do Uruguai.
Já na Copa do Mundo da Suécia, Agüero marcou um gol na vitória paraguaia de 3 a 2 contra a Escócia e outro gol no empate contra a Iugoslávia.
Gols pela seleção
| Gols pela Seleção Paraguaia | Gols pela Seleção Paraguaia | Gols pela Seleção Paraguaia | Gols pela Seleção Paraguaia | Gols pela Seleção Paraguaia | Gols pela Seleção Paraguaia  | Gols pela Seleção Paraguaia | Gols pela Seleção Paraguaia          | Gols pela Seleção Paraguaia |
| Resultado                   | Resultado                   | Resultado                   | Resultado                   | Cidade                      | Estádio                      | Data                        | Competição                           | Gols                        |
| --------------------------- | --------------------------- | --------------------------- | --------------------------- | --------------------------- | ---------------------------- | --------------------------- | ------------------------------------ | --------------------------- |
| Paraguai                    | 3                           | 2                           | Colômbia                    | Bogotá                      | Estádio El Campín            | 20 de junho de 1957         | Eliminatórias Sul-americanas de 1958 | 1 gol                       |
| Paraguai                    | 5                           | 0                           | Uruguai                     | Assunção                    | Estádio Defensores del Chaco | 14 de julho de 1957         | Eliminatórias Sul-americanas de 1958 | 1 gol                       |
| Paraguai                    | 3                           | 2                           | Escócia                     | Norrköping                  | Estádio Iddrotsparken        | 11 de junho de 1958         | Copa do Mundo de 1958                | 1 gol                       |
| Paraguai                    | 3                           | 3                           | Iugoslávia                  | Eskilstuna                  | Estádio Tunavallen           | 15 de junho de 1958         | Copa do Mundo de 1958                | 1 gol                       |

## Futebol europeu

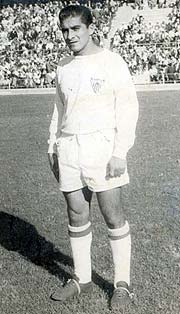
Juan Bautista Agüero com a camisa do Sevilla F.C.

Após o seu bom desempenho na Copa do Mundo na Suécia, Agüero é contratado pelo Sevilla da Espanha para a temporada 1958-59. No clube ele jogou até a temporada 1964-65, totalizando 134 jogos disputados e 39 gols marcados.
Para a temporada 1965-66, Agüero se transfere para o Real Madrid, mas uma lesão inesperada impede que ele mostre toda a sua qualidade na equipe merengue. Apesar de ter jogado apenas 9 jogos e marcado 2 gols, 2 conquistou a Liga dos Campeões da UEFA com o Real Madrid em 1966.
Na temporada 1966-67 se transfere para Granada, equipe em que atua em 13 partidas e marcou apenas 1 gol.

## Títulos
Olimpia
- Campeonato Paraguaio: 1956, 1957, 1958

Real Madrid
- Liga dos Campeões da UEFA: 1965–66